# Pavel Tollner
Pavel Tollner (* 10. března 1949 Brno) je bývalý český politik, v 90. letech 20. století poslanec České národní rady a Poslanecké sněmovny za Křesťanskodemokratickou stranu, později za KDU-ČSL.

## Biografie
V letech 1969–1974 vystudoval stavební fakultu Vysokého učení technického v Brně. Od roku 1974 pracoval v podniku Stamont Brno. Do politiky vstoupil v roce 1990, kdy se stal místopředsedou Křesťanskodemokratické strany. Počátkem 90. let působil jako ředitel Mendlovy nadace, která prosazovala výstavbu církevní nemocnice v Brně. Uvádí se jako ženatý, se třemi dětmi.
Ve volbách v roce 1990 byl zvolen do České národní rady za KDU, která byla koalicí několika křesťansky orientovaných stran. Ve volbách v roce 1992 mandát obhájil, nyní za Křesťanskodemokratickou stranu (KDS), respektive za volební koalici ODS-KDS (volební obvod Jihomoravský kraj).
Od vzniku samostatné České republiky v lednu 1993 byla ČNR transformována na Poslaneckou sněmovnu Parlamentu České republiky. Zasedal v poslaneckém klubu KDS, ale nesouhlasil s příklonem KDS k ODS. V květnu 1995 přešel do odštěpeneckého klubu KDS I a v září 1995 ukončil členství v KDS a stal se členem poslaneckého klubu KDU-ČSL. Mandát ve sněmovně obhájil ve volbách v roce 1996 a volbách v roce 1998. V letech 1992–1995 byl místopředsedou poslanecké sněmovny. V letech 1995–1996 zasedal v zahraničním výboru sněmovny. V tomto výboru zasedl i v období let 1996–1998, kromě toho byl členem petičního výboru. A členství v obou výborech si podržel i v letech 1998–2001. Poslancem byl do října 2001, kdy na mandát rezignoval. Rezignaci podal krátce poté, co byl zvolen do dozorčí rady České konsolidační agentury. Krok odůvodňoval tím, že prospěje ke klidu ve Čtyřkoalici. Z politiky neodešel úplně, protože hodlal pracovat jako poradce nebo asistent stávajících poslanců. V České konsolidační agentuře se udržel i po roce 2006.
Ve sněmovně se profiloval jako zastánce konzervativních hodnot. Navrhované soužití osob stejného pohlaví označil ve sněmovně za „prasečiny.“ Autoři komiksu Zelený Raoul v časopisu Reflex pak v reakci na tyto výroky vypodobnili Tollnera při pohlavním styku s Ježíšem, načež bylo na autory komiksu podáno trestní oznámení dvěma studenty teologie.
V komunálních volbách v roce 2002 kandidoval neúspěšně do zastupitelstva města Brno za KDU-ČSL. Profesně se uváděl jako asistent poslance. V letech 2002–2007 byl členem dozorčí rady České konsolidační agentury. V komunálních volbách v roce 2010 kandidoval neúspěšně do zastupitelstva městské části Brno-Žabovřesky za TOP 09. V roce 2013 uvádí, že již není členem žádné strany.